# سیارک ۷۸۴۴
سیارک ۷۸۴۴ (به انگلیسی: 7844 Horikawa، نامگذاری:1995YL1) هفت هزار و هشتصد و چهل و چهارمین سیارک کشف شده‌است که در ۲۱ دسامبر ۱۹۹۵ کشف شد.
قدر مطلق سیارک برابر ۲۴.۵ است.